# Constante de Boltzmann
A constante de Boltzmann ({\displaystyle k} ou {\displaystyle k_{B}}) é a constante física que relaciona temperatura e energia de moléculas. Tem o nome do físico austríaco Ludwig Boltzmann, que fez importantes contribuições para a física e para a mecânica estatística, na qual a sua constante tem um papel fundamental. A 26ª Conferência Geral de Pesos e Medidas fixou o valor exato da constante de Boltzmann:
{\displaystyle k=1,380\ 649\times 10^{-23}\ {\mbox{J}}\cdot {\mbox{K}}^{-1}}

## História

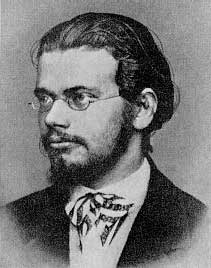
Ludwig Boltzmann aos 24 anos de idade (1869)

Embora Boltzmann tenha feito primeiro a ligação entre entropia e probabilidade, em 1877, a relação não foi expressa com uma constante antes de Max Planck fazê-lo. {\displaystyle k}, com um valor preciso de 1.346×10−23 {\displaystyle {\frac {J}{K}}} (apenas 2,5% menor que o conhecido hoje), introduzido na lei de Planck para a radiação do corpo negro, em 1900-1901, no mesmo artigo em que Planck introduziu a constante que leva seu nome, a relação entre a frequência e energia de fótons e a equação de Boltzmann-Planck (por vezes chamada apenas de equação de Boltzmann).

## Determinação experimental
A forma mais simples de chegar à constante de Boltzmann é dividir a constante dos gases perfeitos pela constante de Avogadro.
A constante de Boltzmann relaciona assim a ideia de que, para qualquer quantidade de um gás ideal, obtemos um valor constante caso dividirmos o valor obtido a partir da multiplicação de pressão e volume pelo valor da temperatura, o {\displaystyle R} {\displaystyle {\bigg (}0,082{\frac {({atm}\cdot L)}{({mol}\cdot K)}}} ou {\displaystyle 8,31{\frac {J}{{mol}\cdot K}}{\bigg )}}. Deste modo estamos a considerar que {\displaystyle R} é a quantidade de energia por mol de moléculas de gás. Ao dividir este novo valor pelo número de Avogadro obtemos a quantidade de energia contida por cada molécula de gás, de acordo com as expressões:
{\displaystyle {\frac {PV}{T}}={cte}(R\cdot n)},
{\displaystyle {\frac {R}{N}}=K_{b}} (ou {\displaystyle B})

## Valores da constantes de Boltzmann em unidades diferentes
| Valores de {\displaystyle k_{B}}                         | Unidades                   | Comentários |
| -------------------------------------------------------- | -------------------------- | --- |
| {\displaystyle 1.380\ 649\times 10^{-23}}                | J/K                        | Unidades do SI, valor de 2017 do CODATA, {\displaystyle {\frac {\mbox{J}}{\mbox{K}}}={\frac {{\mbox{m}}^{2}\cdot {\mbox{kg}}}{({\mbox{s}}{^{2}}\cdot {\mbox{K}})}}} na unidades do SI |
| {\displaystyle {\mbox{8.617 3324 (78)}}\cdot ~10^{-5}}   | eV/K                       | Valores do CODATA 1 electronvolt {\displaystyle ={\mbox{1.602 176 565 (35)}}\cdot ~10^{-19}~J}{\displaystyle {\frac {1}{k_{B}}}={\mbox{11 604.519 (11)}}~{\frac {K}{eV}}}             |
| {\displaystyle {\mbox{2.083 6618 (19)}}\cdot 10^{10}}    | Hz/K                       | Valores do CODATA {\displaystyle 1Hz\cdot } h {\displaystyle ={\mbox{6.626 069 57 (29)}}\cdot 10^{-34}J}                                                                              |
| {\displaystyle {\mbox{3.166 8114 (29)}}\cdot 10^{-6}}    | EH/K                       | {\displaystyle E_{H}=2}R∞{\displaystyle hc={\mbox{4.359 744 34 (19)}}\cdot 10^{-18}J} {\displaystyle ={\mbox{6.579 683 920 729 (33)}}~Hz\cdot h}                                      |
| {\displaystyle {\mbox{1.380 6488 (13)}}\cdot 10^{-16}}   | erg/K                      | Sistema CGS, 1 erg = {\displaystyle 1\cdot 10^{-7}J} |
| {\displaystyle {\mbox{3.297 6230 (30)}}\cdot 10^{-24}}   | cal/K                      | 1 Caloria {\displaystyle =4.1868J} |
| {\displaystyle {\mbox{1.832 0128 (17)}}\cdot 10^{-24}}   | cal/°R                     | 1 grau de Rankine {\displaystyle ={\frac {5}{9}}K} |
| {\displaystyle {\mbox{5.657 3016 (51)}}\cdot 10^{-24}}   | ft lb/°R                   | 1 força de pés - libras {\displaystyle ={\mbox{1.355 817 948 331 4004}}~J} |
| {\displaystyle {\mbox{0.695 034 76 (63)}}}               | cm−1/K                     | Valor do CODATA {\displaystyle 1cm^{-1}{hc}={\mbox{1.986 445 683 (87)}}\cdot 10^{-23}~J}                                                                                              |
| {\displaystyle {\mbox{0.001 987 2041 (18)}}}             | kcal/(mol·K)               | na forma molar, frequentemente usado em mecânica estatística, usa-se caloria termoquímica = 4.184 Joule                                                                               |
| {\displaystyle {\mbox{0.008 314 4621 (75)}}}             | kJ/(mol·K)                 | na forma molar frequentemente usado em mecânica estatística. |
| {\displaystyle 4.10}                                     | {\displaystyle pN\cdot nm} | {\displaystyle k_{B}} em nanômetros por piconewton em 24°C, usado na Biofísica. |
| {\displaystyle {\mbox{-228.599 1678 (40)}}}              | dBW/K/Hz                   | em decibel watts, usado nas telecomunicações (Veja Ruído de Johnson–Nyquist) |
| {\displaystyle {\mbox{1.442 695 041}}\cdot \cdot \cdot } | bit                        | em bits (logaritmo com base 2), usado na Entropia da informação {\displaystyle {\bigg (}}valor exato é {\displaystyle {\frac {1}{\ln 2}}{\bigg )}}                                    |
| {\displaystyle 1}                                        | nat                        | em nats (logaritmo com base {\displaystyle e}), usado na Entropia da informação (veja Unidades de Planck)                                                                             |